# Torontovälsignelsen
Torontovälsignelsen (engelska: Toronto Blessing) syftar på de händelser och fenomen som började januari 1994 i Toronto Airport Vineyard Church, numera Catch the Fire Toronto, en karismatisk, evangelikal församling i Toronto, Kanada. Deltagare har rapporterat helanden, personlighetsförändringar och starka upplevelser av Guds kärlek.

## Bakgrund
Väckelsen startade efter att pastorn i Toronto Airport Vineyard Church, John Arnott, och hans hustru Carol inspirerats av väckelsen i Argentina som leddes av Claudio Freidzon. De bjöd in Randy Clark för att predika i kyrkan januari 1994. Clark hade inspirerats av Rodney Howard-Browne, en sydafrikansk pastor som grundat Rodney Howard-Browne Evangelistic Association i Louisville, Kentucky, och som var det första stället där man beskrev skratt i anden. Clark predikade i två månader i Toronto och introducerade några av Howard-Brownes idéer i församlingen.
Vid första mötet var det 120 deltagare. Arnott beskrev att folk skrattade, rullade runt på golvet och skakade. Under det första året hölls det möten varje kväll, förutom måndagar, och kyrkan växte till 1 000 medlemmar. Många besökare inspirerades och tog med sig idéer hem till sina hemförsamlingar.
Vineyards ledarskap uppskattade denna andeutgjutelse och ansåg inte att det som skedde var oäkta. Trots detta fick församlingen 1995 lämna Vineyard. Anledningen var att man tappat kontrollen över väckelsen och att man börjat lägga alltför stor vikt vid manifestationerna.Väckelsen fortsatte och nådde höjdpunkten under slutet av 1990-talet.

## Manifestationer
Bland annat har följande manifestationer beskrivits från Toronto:
- okontrollerat skakande
- tungotal
- gälla skrik
- onaturliga rörelser
- fall i golvet
- euforiskt skratt/gråt
- skenbar förlamning
- avsvimning
- rytande som lejon

## Tolkning
Torontovälsignelsen tolkas och värderas mycket olika.
Förespråkarna ser det som att den helige Anden verkade i Toronto. De hänvisar till Guds kraft och pekar på att deltagarna oftast uppfattade manifestationerna som befriande, uppfriskande och avspännande. De beskriver det som en helandeprocess.
Andra ser fenomenen som demoniskt präglade, antingen som tecken på besatthet eller som tecken på befriande från mörka makter. 
Sammantaget tar man inom karismatiska kretsar oftast avstånd från Torontovälsignelsen som helhet, bland annat på grund av församlingens försök att tjäna pengar på väckelsen, genom att erbjuda helandeveckor för 1200 $, och för att stor uppmärksamhet ägnades åt själva manifestationerna, exempelvis genom att deltagare togs upp på scenen.
Några pekar även på att de kliniska symtomen kan ha medicinsk och psykologisk förklaring.